# Michael Gempart
Michael Gempart (* 21. April 1934 in Winterthur; † 10. März 2023 in München) war ein Schweizer Schauspieler.

## Leben
Nach der Sekundarschule absolvierte er eine Lehre als Handelskaufmann und erwarb das Handelsdiplom. Gempart studierte dann an der Schauspielakademie Zürich und schloss mit Auszeichnung ab. Er unterzog sich auch einer Tanzausbildung und nahm Gesangsunterricht (Bariton). Bei Susan Batson in New York bildete er sich schauspielerisch weiter.
Seine Anfangszeit als Theaterschauspieler verbrachte er am Theater Basel, dann spielte er am Schauspielhaus Zürich und bis 1972 beim Bayerischen Staatsschauspiel in München. 1975 trat er am Mozarteum in Salzburg als Gagler in Orffs Astutuli auf, 1977 bei den Ruhrfestspielen in Coriolan und 1979 als Fazz in Ken Campbells Die Schlündelgründler an den Münchner Kammerspielen – Theater der Jugend. 1981 verkörperte er am Schauspielhaus Zürich Lucky in Warten auf Godot. Am Deutschen Schauspielhaus in Hamburg war er 1982 als Kreon in Jahnns Medea zu sehen.
Ab 1982 war er freischaffender Schauspieler. Er trat bei den Salzburger Festspielen und an der Volksbühne am Rosa-Luxemburg-Platz in Berlin auf. Ab 2004 gehört er kurzzeitig zum Ensemble des Burgtheaters in Wien. 2013 spielte er in Wien in Paulus Mankers Wagnerdämmerung, einem Projekt zu Richard Wagners 200. Geburtstag, den Lohengrin. Gempart trat auch regelmässig in Kino- und Fernsehfilmen auf.
Michael Gempart starb am 10. März 2023 in München im Alter von 88 Jahren.

## Filmografie (Auswahl)
- 1969: Schußfahrt (Downhill Racer)
- 1970: Baal (TV)
- 1970: Der Portland-Ring
- 1972: Der Ersatzmann (Serie Privatdetektiv Frank Kross)
- 1972: Ein klarer Fall (Serie Butler Parker)
- 1974: Wachtmeister Rahn
- 1976: Margarete in Aix
- 1977: Planübung
- 1977: Em Lehme si Letscht
- 1977: Die Vertreibung aus dem Paradies
- 1978: Ursula (TV)
- 1981: Das Boot ist voll
- 1981: Der Erfinder
- 1981: Fuchsjagd (Serie Ein Fall für zwei)
- 1981: Tour de Ruhr
- 1982: Doktor Faustus
- 1982: Euch darf ich’s wohl gestehen
- 1982: Der Besuch der alten Dame
- 1982: Kassettenliebe
- 1983: Die schwarze Spinne
- 1983: Antiquitätenfieber (Serie Engel auf Rädern)
- 1984: Der eiserne Weg (Serie)
- 1984: Didi – Der Doppelgänger
- 1984: Matt in 13 Zügen (Serie)
- 1984: Wenn ich mich fürchte
- 1985: A Song for Europe
- 1986: Irgendwie und Sowieso (Fernsehserie)
- 1988: Chouans! – Revolution und Leidenschaft (Chouans!)
- 1988: Und ewig ruft St. Alpi
- 1988: Heimatmuseum (Mehrteiler)
- 1989: Noch ein Wunsch
- 1989: Gekauftes Glück
- 1992: Derrick – Ein merkwürdiger Privatdetektiv
- 1992: Shining Through
- 1992: Unsere Hagenbecks (Serie)
- 1993: Brandnacht
- 1993: Jeanmaire – Ein Stück Schweiz
- 1996: Zeuge Karuhn (Serie Derrick)
- 1998: Tatort – Am Ende der Welt
- 2000: Venezianische Scharade (Serie Donna Leon)
- 2001: Studers erster Fall
- 2002: Solanine
- 2005: Heiraten macht mich nervös
- 2006: Solange Du hier bist
- 2009: Dr. Hope
- 2012: Nachtlärm
- 2013: Finsterworld
- 2014: About a Girl
- 2018: Die kleine Hexe
- 2019: Leonies letzter Abend (Serie Morden im Norden)
- 2021: Sigillum (Kurzfilm)
- 2021: Der Zürich-Krimi: Borchert und die Zeit zu sterben (Filmreihe)
- 2023: Neue Geschichten vom Pumuckl (Fernsehserie, Folge 3)

## Hörspiele (Auswahl)
- 1978: Hans Rothe: Besondere Kennzeichen: Kurzsichtig. Hörspiel um Georg Büchner – Regie: Ulrich Lauterbach